# Stefan Brandenburg

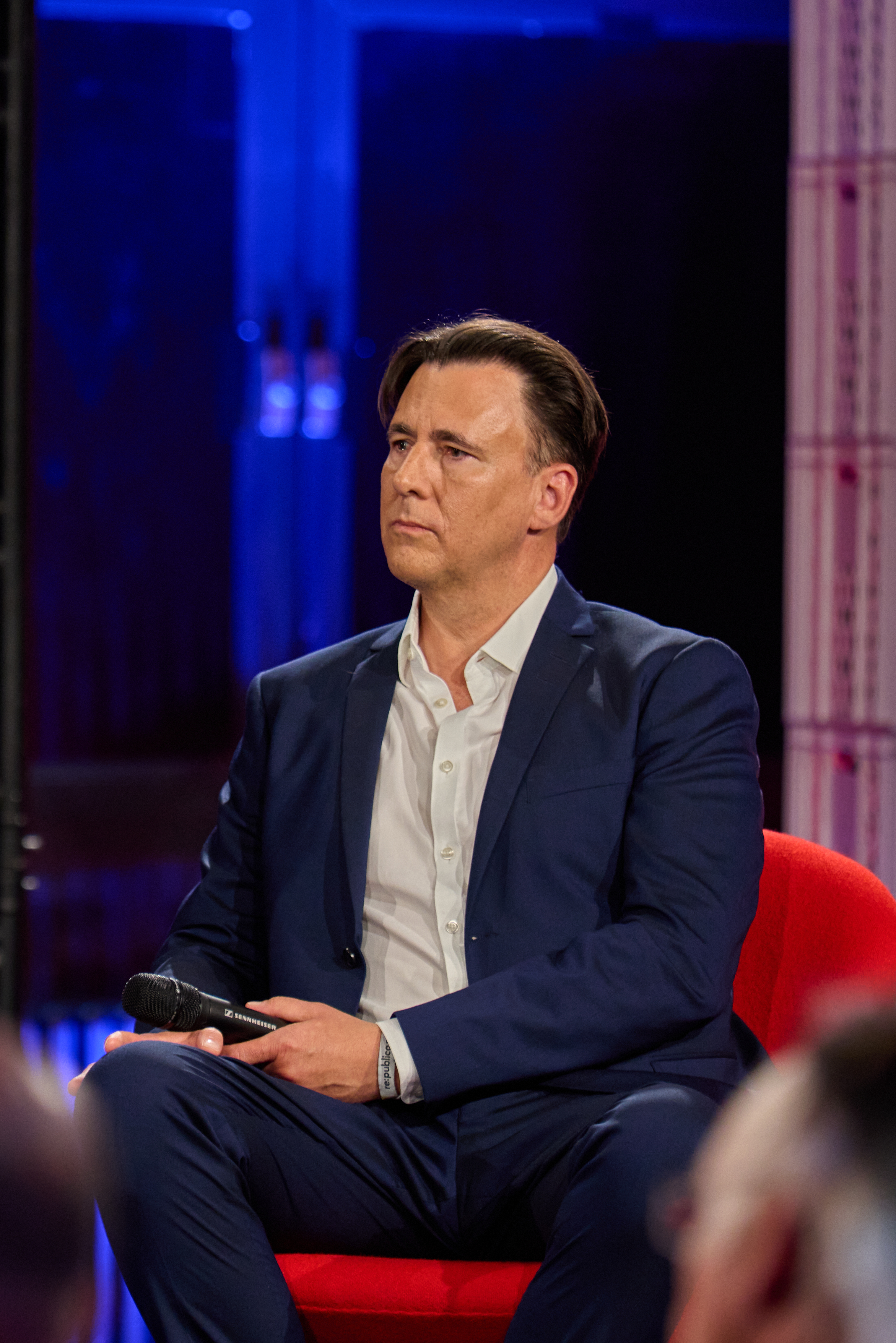
Stefan Brandenburg, 2025

Stefan Brandenburg (* 24. Mai 1971 in Aachen) ist ein deutscher Journalist und ein Chefredakteur des Westdeutschen Rundfunks. Er leitet den Programmbereich Aktuelles, den Newsroom des WDR.

## Werdegang
Während seiner Schulzeit in Monschau arbeitete Brandenburg als freier Reporter für die Aachener Nachrichten. Nach dem Abitur am St. Michael Gymasium, Monschau in Jahre 1990, studierte Brandenburg Geschichte, Politische Wissenschaften und Romanistik an den Universitäten Köln und Bordeaux. Das Studium schloss er mit der Magisterprüfung ab. Parallel dazu arbeitete er für verschiedene Zeitungen und schrieb in Frankreich ein Reisebuch. In Berlin arbeitete er zwei Jahre lang für den damaligen Sender Freies Berlin, u. a. als Hörfunkmoderator in der Politikredaktion. Nach einem Volontariat im WDR wurde er Redakteur bei der Aktuellen Stunde, die er von 2008 an auch leitete.

## Aufgabe
Stefan Brandenburg leitet den Newsroom des WDR seit dessen Gründung 2019. In diesem neuen Programmbereich sind die aktuellen Redaktionen zusammengefasst, die Radionachrichten, die Informationssendungen auf WDR5, im Fernsehen Tagesschau- und Brennpunktredaktion, WDR aktuell und Aktuelle Stunde. Außerdem gehören  die zentrale Onlineredaktion des Hauses und junge Formate wie nicetoknow, tickr, 0630 und das funk Format „die andere Frage“ dazu. Brandenburg hat den neuen Bereich auch im Programm vorgestellt und seither mehrfach gegen Kritik verteidigt.
Brandenburg ist einer der Sprecher der „Kölner Runde“, ein Kreis von Chefredakteurinnen und Chefredakteuren nordrhein-westfälischer Medien.

## Positionen
Brandenburg sprach sich gegen die Verwendung des sprachlichen  sogenannten Genderns in den Nachrichten aus. Zuletzt äußerte er sich im Zusammenhang mit einem Tagesschaubeitrag, in dem der Reporter eine WDR-Mitarbeiterin als Kundin im Supermarkt befragt hatte. Auf die Kritik des ehemaligen SWR-Intendanten Peter Voß an der „Skandaldichte“ im ÖRR reagierte Brandenburg in einem Gastbeitrag in der Frankfurter Allgemeinen Zeitung unter dem Titel "Reden wir über Fehler!". 
„Ein bisschen mehr Demut in Haltung und Auftreten ist angebracht. Unsere erste Frage sollte nicht sein: Was haben wir heute mitzuteilen? Sondern was brauchen Menschen heute von uns?“
Beim Civis-Mediendialog zur Berichterstattung des öffentlich-rechtlichen und privaten Rundfunks sprach Brandenburg von der „Unerbittlichkeit“ der Kritik im politischen Journalismus, der Parteien und Politiker überwiegend negativ darstelle.
Im März 2024 veröffentlichte Brandenburg in der Wochenzeitung Die Zeit einen Gastbeitrag unter dem Titel „Wir sind uns zu ähnlich“: „Das Narrativ, dass man Dinge nicht benennen darf, gefährdet die Demokratie“, schrieb er darin und forderte: „Wir brauchen aber Perspektivenvielfalt auch da, wo es schmerzhaft wird. Und selbst da, wo die Frage nicht weit ist: Nutzt dieses Thema nicht der AfD?“ Konkret nannte Brandenburg Klimawandel und Migration als Themengebiete, bei denen Perspektivenvielfalt besonders schwer herzustellen sei. Julia Jäkel, Vorsitzende des Zukunftsrats für den öffentlich-rechtlichen Rundfunk, äußerte sich zustimmend und sprach von notwendiger „Meinungspluralität“.
Vom „Manifest für einen neuen öffentlich-rechtlichen Rundfunk“, das im April 2024 erschien, distanzierte sich Brandenburg in einem Interview mit dem Deutschlandfunk: Er kritisierte den „Sound des Manifests“, der eine Einflussnahme von Politik, Wirtschaft oder Lobbyisten nahelege. Dies sei aus seiner Sicht falsch.

Zur Diskussion um den Rundfunkstaatsvertrag nahm Brandenburg im August 2024 in einem Beitrag für die Frankfurter Allgemeine Zeitung Stellung. 
„In einem Land, das digital sein muss, dessen Rohstoff gebildete und informierte Bürger sind, das mit Populisten ringt, darf und soll Gesellschaft vom öffentlich-rechtlichen Rundfunk mehr fordern als bisher: dass er als Teil einer modernen Infrastruktur zeitgemäß mit Information wirklich alle erreicht und eben nicht vorrangig die Älteren, die „presseähnlich“ und „sendungsbegleitend“ überhaupt verstehen. Das von der Medienpolitik geforderte Textverbot wird den öffentlich-rechtlichen Rundfunk digital in die Kreisliga absteigen lassen.“